# 圣迪迪耶 (科多尔省)
圣迪迪耶（法語：Saint-Didier，法語發音：[sɛ̃ didje]）是法国科多尔省的一个市镇，位于该省西部，属于蒙巴尔区。

## 地理
圣迪迪耶（47°19'48"N, 4°10'59"E）面积21.14 平方千米，位于法国勃艮第-弗朗什-孔泰大區科多尔省，该省份为法国中东部省份，北起奥布省，西接涅夫勒省和约讷省，南至索恩-卢瓦尔省，东南接汝拉省，东临上索恩省，东北部与上马恩省接壤。
与圣迪迪耶接壤的市镇（或旧市镇、城区）包括：拉罗什昂布勒尼勒、莫尔旺地区尚波、莫尔费、欧苏瓦地区蒙莱、索略、圣阿尼昂。

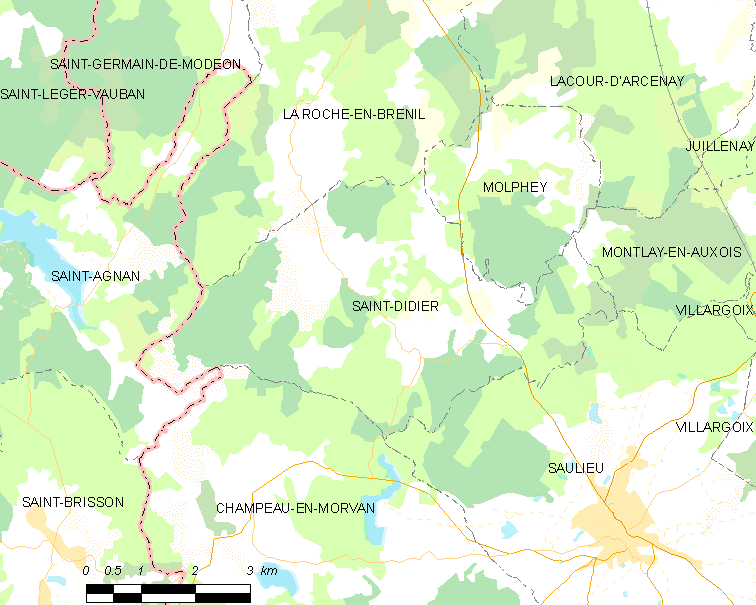
的OSM定位图

圣迪迪耶的时区为UTC+01:00、UTC+02:00（夏令时）。

## 行政
圣迪迪耶的邮政编码为21210，INSEE市镇编码为21546。

## 政治
圣迪迪耶所属的省级选区为欧苏瓦地区瑟米尔县。

## 人口

1962-2008年间人口变化图示

圣迪迪耶于2022年1月1日时的人口数量为199人。